# Safona (imię)
Safona – żeńskie imię pochodzenia greckiego. Imię pochodzi od najsławniejszej poetki starożytnej Grecji z przełomu VII i VI wieku p.n.e. o imieniu Psafo, Sapfo lub Saffo, a w polskiej pisowni Safona. W innych językach to np. Sappho, Szappho lub Sapfö.
Znane osoby o tym imieniu:
- Safona – grecka poetka